# Verificado.uy
Verificado.uy es una coalición de medios de comunicación de prensa, radio y televisión, organizaciones civiles y la academia  uruguaya, que se creó para identificar noticias falsas durante las elecciones presidenciales de Uruguay de 2019.
Inspirados en organizaciones y experiencias internacionales similares. Diferentes organizaciones decidieron ocuparse de dos tipos de contenidos para investigar: rumores de las redes sociales y discursos públicos (declaraciones de políticos, aspirantes a puestos de gobierno y gobernantes).
Entre los medios que participan alguno son: La Diaria, Búsqueda, El País, Brecha, AFP, Océano FM, Radio Carve, Radio Monte Carlo, Radio Sarandí, Organización de Prensa del Uruguay, Asociación de Periodistas del Uruguay, entre otras.
También forman parte la academia a través de cuatro universidades: Universidad de la República, Universidad de Montevideo, Universidad ORT y Universidad Católica del Uruguay.
La alianza cuenta con el financiamiento de organizaciones como: First Draft, Facebook, Google News Iniciative y Fundación Avina.
El lanzamiento se hizo en la universidad mayor Facultad de Información y Comunicación con la presencia de: la periodista Carolina Molla, la editora y coordinadora Analia Matyszczyk, el economista y rector de la Udelar Rodrigo Arim y el periodista y locutor Emiliano Cotelo.